# Bulbostylis guineensis
Bulbostylis guineensis är en halvgräsart som beskrevs av Henri Chermezon och Pierre Henri Hippolyte Bodard. Bulbostylis guineensis ingår i släktet Bulbostylis och familjen halvgräs.
Artens utbredningsområde är Guinea. Inga underarter finns listade i Catalogue of Life.